# 纳西耶努尔
纳西耶努尔（Nasiyanur），是印度泰米尔纳德邦Erode县的一个城镇。总人口9902（2001年）。

## 人口
该地2001年总人口9902人，其中男性5015人，女性4887人；0—6岁人口863人，其中男429人，女434人；识字率60.41%，其中男性为70.75%，女性为49.81%。